# 3. Korintherbrief
Der dritte Brief an die Korinther ist ein Brief unter dem Namen Paulus von Tarsus, den man als pseudepigraphischen Text einordnet. Er findet sich auch in den Paulusakten und ist als Antwort des Paulus auf den Brief der Korinther an Paulus gehalten. Die älteste erhaltene Kopie ist Bodmer-Papyrus X. Eine weitere Kopie befindet sich im Codex Claromontanus.
Im Westen wurde er im 4. Jahrhundert als nicht zum biblischen Kanon gehörend eingestuft; er ist daher Teil der Apokryphen. Im Osten, in der Syrisch-Orthodoxen Kirche betrachtete man ihn als kanonisch. Aphrahat (ca. 340) akzeptierte ihn als kanonisch, offensichtlich auch Ephräm der Syrer († 373), der einen Kommentar zu ihm schrieb.

## Gesamtzusammenhang
Der 3. Korintherbrief war ein Teil der Paulusakten. Dem fragmentarischen Heidelberger Papyrus lässt sich entnehmen, dass sich Paulus in Philippi aufhält. In dieser Zeit tauchen in Korinth Männer auf, die eine doketische Lehre vertreten, woraufhin die Korinther Threptus und Eutychus zu Paulus schicken, um einen Brief zu überbringen. Es folgt in Kapitel 1 der Brief der Korinther an Paulus, anschließend kommt in Kapitel 2 ein kurzer Zwischenbericht über die Übergabe des Schreibens an Paulus, der dort im Gefängnis ist. Als Antwort des Paulus folgt in Kapitel 3 der dritte Korintherbrief. Der daran anschließende Text ist lückenhaft und enthält Fragmente einer Wundergeschichte und muss irgendwie erklären, wie Paulus freikommt und nach Korinth weiterreist. Es stellt sich für die Wissenschaftler die nicht restlos geklärte Frage, ob die Paulusakten diesen ursprünglich selbstständigen Schriftwechsel in die Geschichte eingebaut haben, wofür Papyrus Bodmer spricht, oder ob die Briefe nachträglich aus den Paulusakten entnommen wurden, worauf die Textzeugen mit dem Zwischenbericht hindeuten.

## Überlieferung
Eine Einleitung zu den beiden Briefen ist nur im Papyrus Heidelberg Kopt. 300 + 301 enthalten. Kap 1 und 3 ist ohne Zwischenbericht im Papyrus Bodmer X auf Griechisch überliefert. Der Text der Briefe mit Zwischenbericht ist auf Armenisch überliefert und im syrischen Kommentar des Ephräm enthalten, außerdem in der armenischen Übersetzung des Kommentars. Dazu gibt es noch ungefähr eine Handvoll lateinische Zeugen. Einige davon haben den Zwischenbericht, andere nicht. Der Paulusbrief bricht in einigen Handschriften vorzeitig ab. Der Hamburger Papyrus P. Hamb. bil. 1 kann wegen einer Lücke zum 3. Korintherbrief nichts  beitragen.